# Trafikplats Nybohov

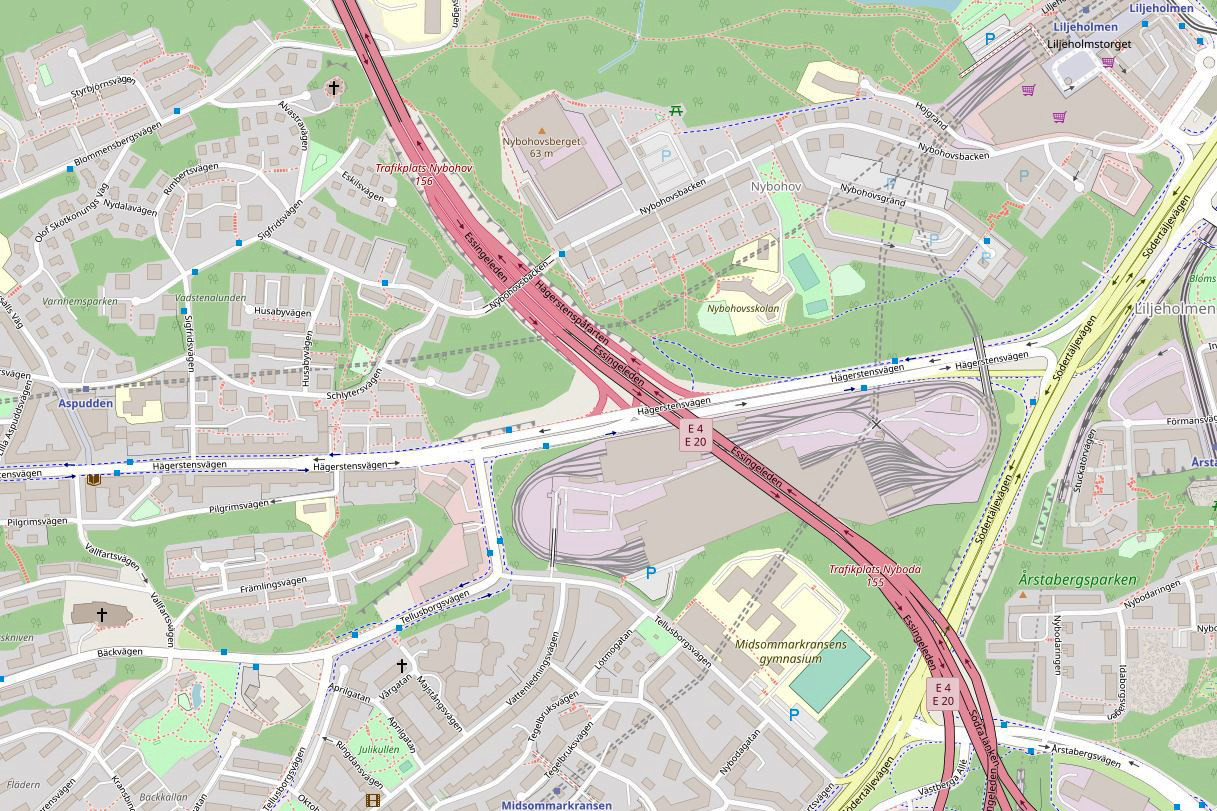
Trafikplatsen Nybohov.

Trafikplats Nybohov, avfartsnummer 156, är en trafikplats på Essingeleden som ligger i stadsdelen Hägersten i södra Stockholm.

## Historik

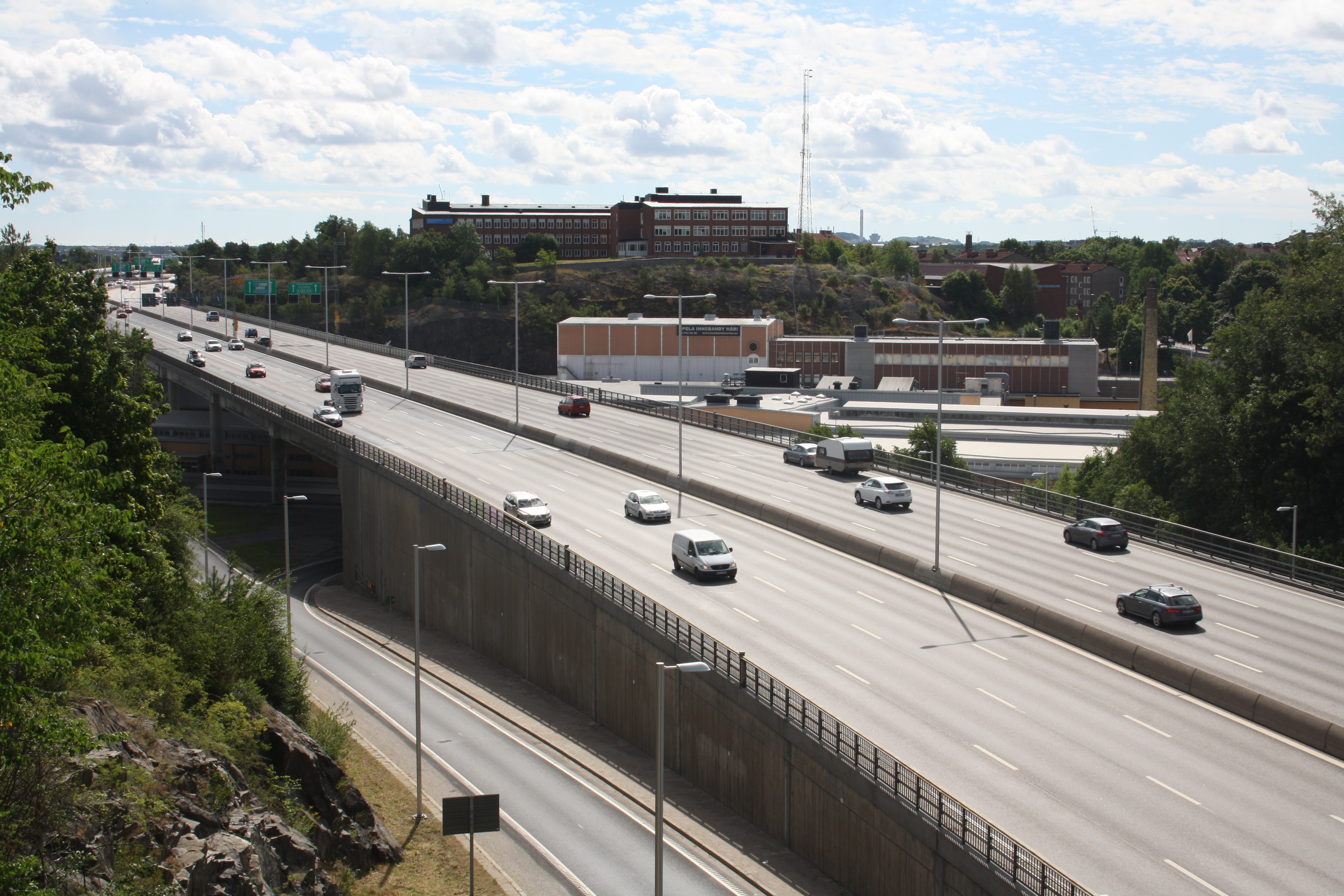
Påfartsrampen, juli 2016.

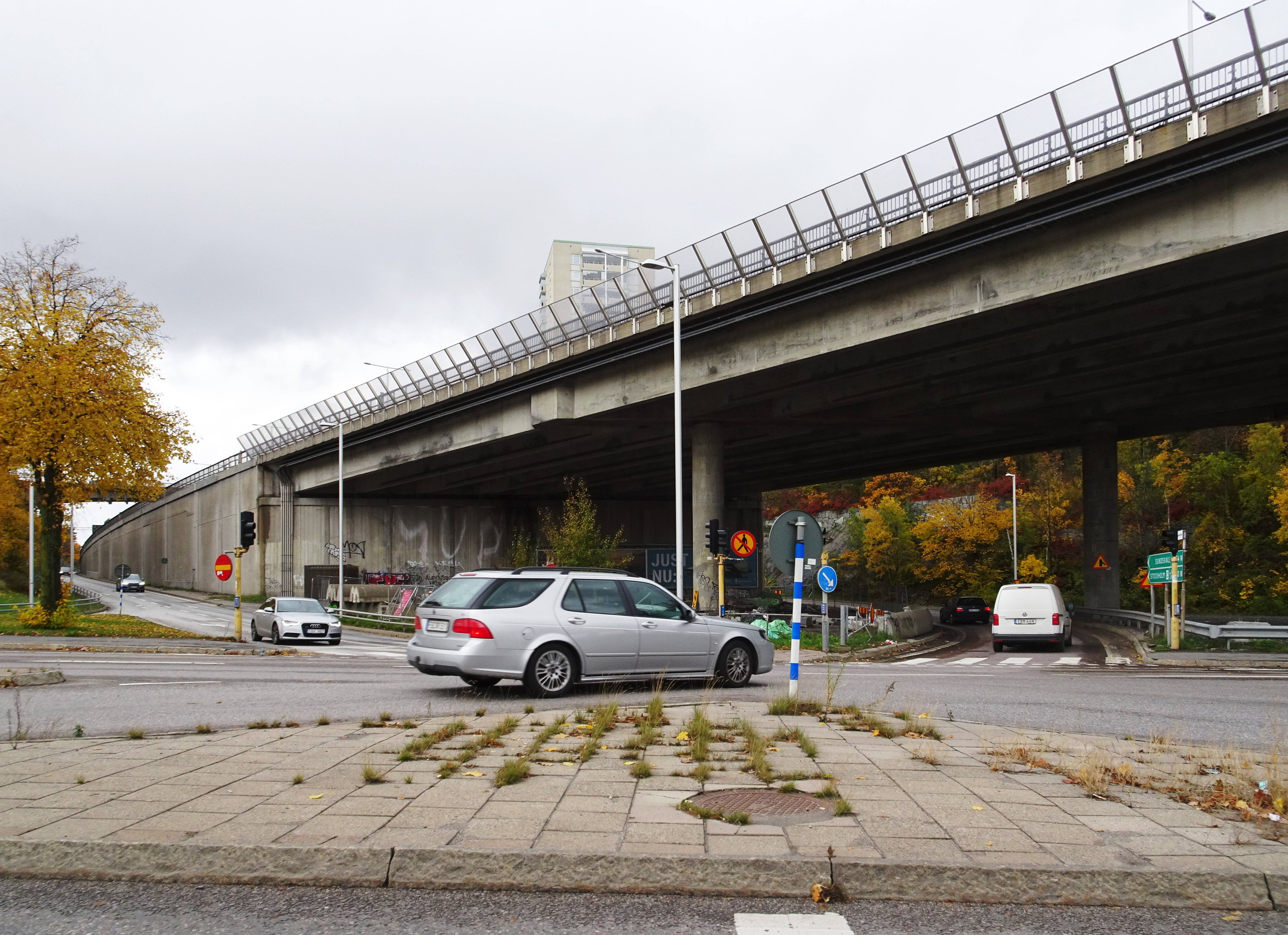
Avfartsrampen och infart till påfartsrampen från Hägerstensvägen med Hägerstensviadukten till höger 2020.

Trafikplats Gröndal invigdes samtidigt med Essingeleden den 21 augusti 1966. För södergående trafik anlades en avfartsramp som slutar vid Hägerstensvägen vilken här sträcker sig under Hägerstensviadukten. Härifrån går även en ramp för norrgående trafik upp till Essingeleden. Påfarten till Essingeleden är signalreglerad med trafikljus, så kallad påfarts- eller rampreglering, som släpper igenom "endast ett fordon per grön period". Påfartsregleringen är bara aktiv vid behov. Systemet skall mildra effekterna av ökad trafik på Essingeleden och underlätta ett jämnt trafikflöde. Samma system gäller även för påfarterna vid Trafikplats Gröndal och Trafikplats Nyboda (från Västberga allé).

## Essingeledens övriga trafikplatser
Från söder till norr.
- Trafikplats Nyboda
- Trafikplats Gröndal
- Trafikplats Stora Essingen
- Trafikplats Lilla Essingen
- Trafikplats Fredhäll
- Trafikplats Kristineberg
- Trafikplats Tomteboda
- Trafikplats Karlberg